# I Feel Alright
I Feel Alright är ett studioalbum av Steve Earle, släppt den 5 mars 1996. Albumet nådde plats 106 på Billboard 200. På albumet medverkar bland annat Garry Tallent (elbas) och Lucinda Williams (sång).

## Låtlista
Alla låtar är skrivna av Steve Earle.
1. "Feel Alright" — 3:04
2. "Hard-Core Troubadour" — 2:41
3. "More Than I Can Do" — 2:37
4. "Hurtin' Me, Hurtin' You" — 3:21
5. "Now She's Gone" — 2:48
6. "Poor Boy" — 2:55
7. "Valentine's Day" — 2:59
8. "The Unrepentant" — 4:31
9. "CCKMP" — 4:30
10. "Billy and Bonnie" — 3:39
11. "South Nashville Blues" — 3:39
12. "You're Still Standin' There" — 3:24